# Ontmoeting (Aart Lamberts)
Ontmoeting is een artistiek kunstwerk in Amsterdam Nieuw-West.
Aart Lamberts maakte rond 1995 een aantal gelijkvormige beelden. Ontmoeting werd geplaatst in de wijk Middelveldsche Akerpolder op het eiland van de Heklaflat (adres Matterhorn). Een ander werk, Communicatie, staat in het Amsterdamse Oosterpark. 
Ontmoeting bestaat uit een bronzen beeld op een hardstenen sokkel. Afhankelijk van de gezichtshoek laat het diverse vormen van communicatie zien. Men ziet er in dat de ene persoon een ander terecht wijst, of de ander onder schot houdt of iemand in verhullende kleding anderen de hand schut. Van een andere kant heeft het iets weg van twee ouders die een kinderwagen voortduwen. De titel van het werk en de naam van de kunstenaar is in de sokkel vermeld. Van het werk werden miniaturen (27 x 23 x 17 cm) op de markt gebracht.
Ontmoeting is voorzien van Lamberts' monogram en maakt melding van de bronsgieter Binder.

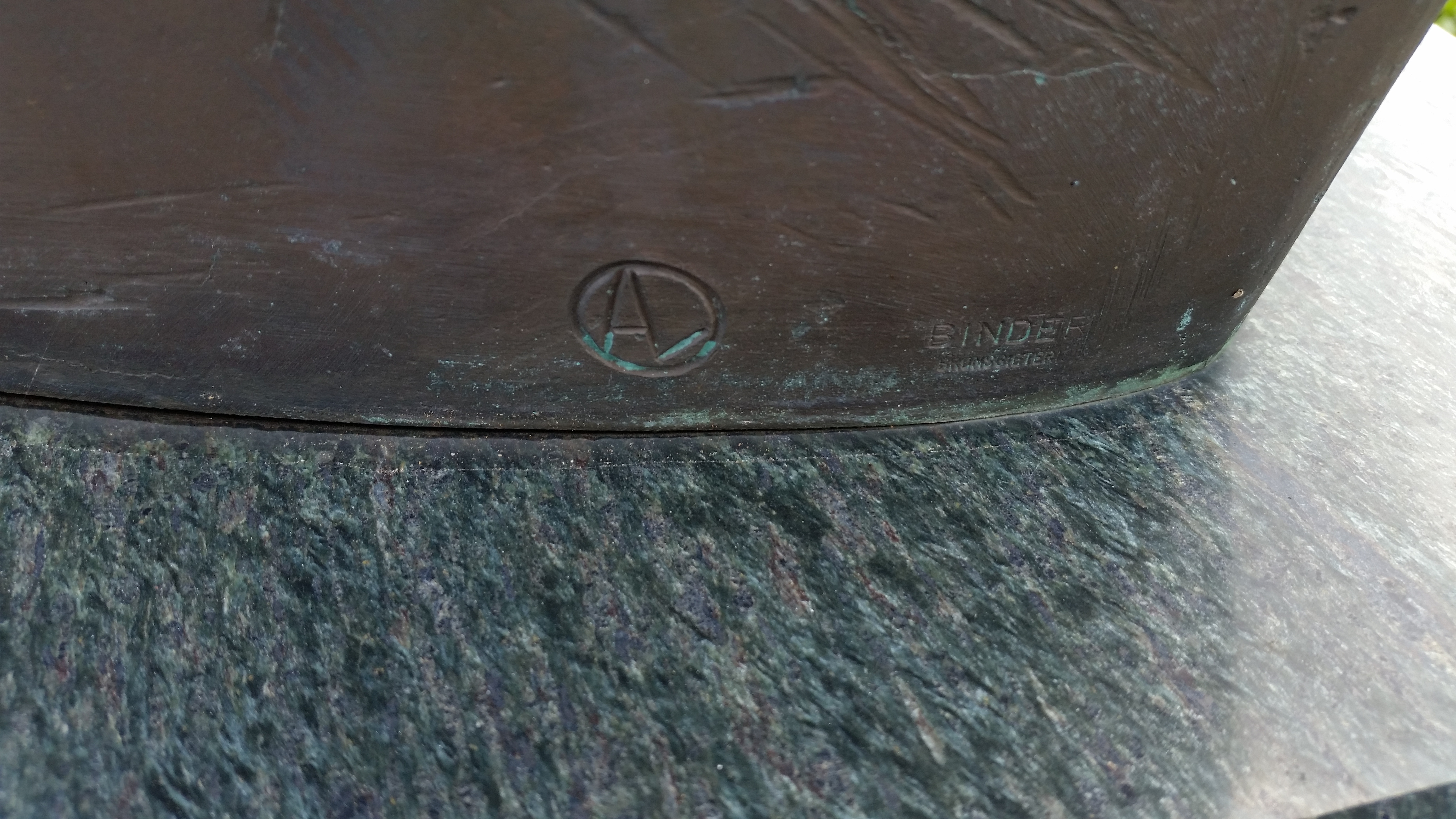
Monogram en gieterij (september 2020)